# Bùi Hữu Nghĩa
Bùi Hữu Nghĩa (1807 - 1872), hay Thủ khoa Nghĩa, trước có tên là là Bùi Quang Nghĩa, hiệu Nghi Chi; là quan nhà Nguyễn, là nhà thơ và là nhà soạn tuồng Việt Nam.

## Thân thế và sự nghiệp
Ông sinh năm Đinh Mão (1807) tại làng Long Tuyền, tổng Định Thới, huyện Vĩnh Định, phủ Định Viễn, trấn Vĩnh Thanh (nay thuộc phường Bùi Hữu Nghĩa, quận Bình Thủy, thành phố Cần Thơ). Cha ông tên Bùi Hữu Vi, làm nghề chài lưới.
Mặc dù thông minh và chăm chỉ, nhưng vì nhà quá nghèo nên Bùi Hữu Nghĩa chỉ theo học chữ Hán được mấy năm. Sau vì mến tài ông, một nhà giàu cùng xóm họ Ngô giúp ông lên Biên Hòa ngụ nơi nhà Hộ trưởng Nguyễn Văn Lý (về sau được ông Lý gả con cho), và theo học với thầy Đỗ Hoành.
Năm 1835 ông đỗ Giải nguyên (thủ khoa) kỳ thi Hương ở Gia Định, vì thế ông được gọi là Thủ Khoa Nghĩa.

### Được bổ chức quan
Sau khi đỗ, Bùi Hữu Nghĩa ra Huế dự thi Hội nhưng trượt. Tuy vậy, ông vẫn được triều đình cho tập sự ở bộ Lễ, rồi bổ làm Tri huyện Phước Chính, thuộc phủ Phước Long, tỉnh Biên Hòa (nay thuộc tỉnh Đồng Nai).
Nhưng với bản tính liêm chính, Bùi Hữu Nghĩa không được quan trên ưa, nên ông bị đổi làm Tri huyện Trà Vang (tức Trà Vinh, lúc bấy giờ thuộc tỉnh Vĩnh Long), dưới quyền của Tổng đốc Trương Văn Uyển và Bố chánh Truyện (Lê Khánh Trinh).
Khi làm Tri huyện Trà Vinh, Bùi Hữu Nghĩa được tặng thưởng tiền Phi Long hạng lớn vì có công bắt giữ một giám mục đạo Thiên Chúa ở tỉnh Vĩnh Long là Đô-ni-my-cô.
Ở nơi mới, Bùi Hữu Nghĩa cũng không được lòng quan trên bởi có lần ông cho đánh đòn em vợ bố chính Truyện bởi thói xấc láo. Cho nên nhân vụ Láng Thé, ông bị họ khép tội chết.

### Vụ án Láng Thé
Trà Vang là một địa bàn cộng cư của các tộc người Kinh, Hoa, Khmer, nhưng đông nhất là tộc người Khmer.
Nguyên trước kia, vào năm 1783, khi chúa Nguyễn Phúc Ánh (về sau là vua Gia Long) bị quân Tây Sơn đánh đuổi phải về đây trú ẩn, không những chúa được người Khmer chia sẻ lương thực mà còn tình nguyện theo phò giúp. Vì vậy, khi lên ngôi vua, Gia Long đã xuống chiếu miễn thuế vĩnh viễn cho tất cả người Khmer đến khai thác nguồn lợi thủy sản ở rạch Láng Thé thuộc huyện Trà Vang. Thấy nguồn lợi lớn, một số địa chủ người Hoa đã đem tiền lo lót Bang biện Tống Văn Uyển (mới được điều đến đóng quân để quản người Khmer, do trùng tên với Tổng đốc Trương Văn Uyển nên thường bị lầm là Tổng đốc Uyển) và Bố chánh Truyện để giành quyền khai thác cá tôm ở con rạch trên.
Bị bức ép, tháng 10 năm Mậu Thân (1848), một số người Khmer do ông trưởng Sóc Nhêsrok dẫn đầu đã kéo đến gặp Tri huyện Bùi Hữu Nghĩa để khiếu kiện. Biết được hành động tham gian của quan trên và hành động ỷ quyền của nhóm người Hoa, ông phán xử: 
Việc tha thuế thủy lợi là ơn huệ của vua Thế Tổ (Gia Long) ban cho dân Thổ (Khmer), nay ai nhỏ hơn vua Thế Tổ mà dám đứng bán rạch ấy, thì có chém đầu nó cũng không sao!".
Nghe vậy, những người dân Khmer kéo nhau đến nhà những người Hoa tranh cãi dẫn đến xô xát, làm phía người Hoa chết 8 người.
Nhân cơ hội này, Tổng đốc Uyển và Bố chánh Truyện cho bắt những người Khmer gây án, đồng thời bắt luôn Bùi Hữu Nghĩa giam ở Vĩnh Long rồi giải về Gia Định, đệ sớ lên triều đình tố cáo ông đã kích động dân Khmer làm loạn và lạm phép giết người.
Nhận được tin dữ, vợ ông là Nguyễn Thị Tồn, đã quá giang ghe bầu, vượt sóng gió ra Huế.
Bấy giờ, Phan Thanh Giản đang làm Thượng thư bộ Lại, Nguyễn Thị Tồn tìm đến tư dinh ông Phan trình bày hết mọi việc, rồi nghe theo lời khuyên, bà đến Tam pháp ty gióng trống "kích cổ đăng văn" (đánh trống, đội đơn) kêu oan cho chồng.

Sau sự kiện chấn động này, Bùi Hữu Nghĩa được vua Tự Đức tha tội chết, song phải chịu "quân tiền hiệu lực", tức bị đày làm lính ở đồn Vĩnh Thông thuộc tổng Châu Phú (Châu Đốc) , đoái công chuộc tội.

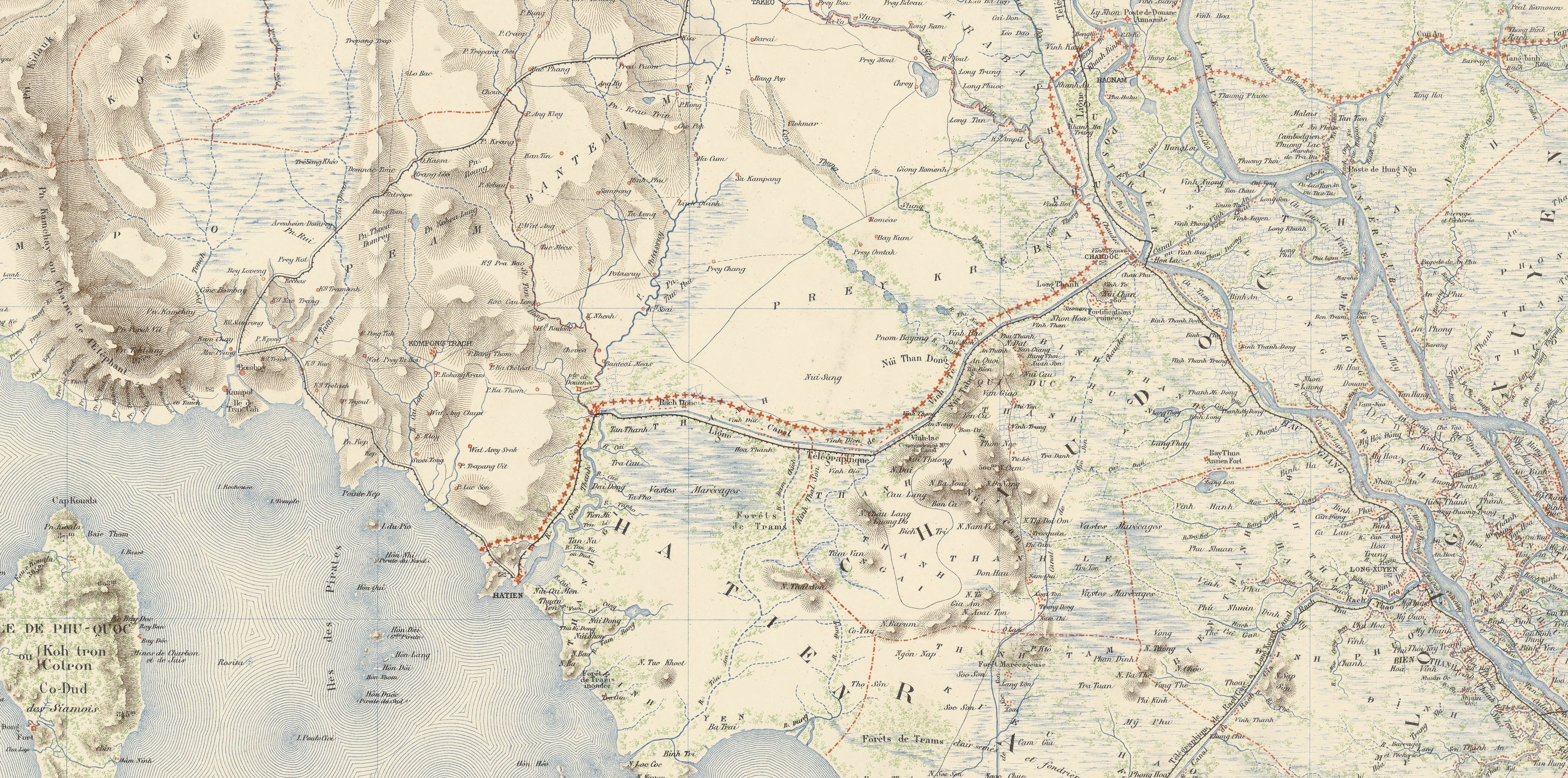
Vĩnh Thông (Vinh Thong) nằm bên bờ bắc kênh Vĩnh Tế trên đoạn biên giới (Saom - An Nông) đối diện với Vĩnh Lạc (Lạc Quới Tri Tôn), An Nông, Tịnh Biên.

### Giai thoại về Bùi Hữu Nghĩa
Tại Gia Định xuất hiện một ông Tú, tên  Văn Bình. Tài nghệ của ông ta chưa ai được thưởng thức nên chưa biết ra làm sao. Nhưng cái “đức” “gà tức nhau tiếng gáy” của ông ta thì không ai bằng. Nghe danh ông Thủ khoa Nghĩa nổi như cồn, ông ta nhất quyết “hỏi dò cho đến ngọn nguồn lạch sông”, bèn khăn áo chỉnh tề “vi hành” xuống Bình Thủy, Cần Thơ để gặp ông Thủ khoa cho bằng được.
Tới giữa làng Long Tuyền, bỗng ông ta gặp một ông già đang ngồi đan rổ ở ngoài đường. Tú Văn Bình hỏi thăm đường vào nhà ông Thủ khoa Nghĩa, ông già đan rổ hỏi:
- Thưa, ông là ai, ở đâu ra mà tới kiếm ông Thủ khoa?
- Tôi là tú tài Văn Bình ở Gia Định, chắc bác đã biết tiếng. Nay tôi muốn gặp ông Thủ khoa xem ổng giỏi tới cỡ nào?
Ông già đan rổ khoắn khỏa mời ông Tú vào nhà nghỉ một lát để sai con cháu dẫn sang nhà ông thủ khoa. Đoạn chủ nhà chỉ vào những câu đối treo trong nhà nói:
- Những câu này là của ông Thủ khoa đó. Nhưng ông ta thích viết dài. Riêng tôi, tôi thích làm văn “chữ một” thôi, ở đây thỉnh thoảng tôi cũng có mời anh em bè bạn thích thơ cùng nhau đối đáp chơi.
Ông Tú không ngờ gặp được một người bình dân thích văn chương, cũng nổi hứng muốn được “thù tạc” đôi câu.
Ông già đan rổ đề xướng cách “đối chữ một” Văn Bình bằng lòng liền.
Chủ khách uống trà rất tương đắc. Chủ nhà bèn đọc một chữ “võ”. Văn Bình đối liền: “”văn”. Chủ nhà lại đọc “trắc”. Ông Tú đối “bình”.
Chủ đọc tiếp: “vãng”. Đối: “lai”.
Chủ lại đọc: “Nam”. Đối: “Bắc”.
Chủ đọc: “cô”. Đối: “cụ”.
Tú Văn Bình nghĩ vế đối “chữ một” của mình chỉnh không chê vào đâu được. Ông già đan rổ cười nói:
- Nào, bây giờ mời ông đọc cả hai vế xem sao!
Tú Văn Bình đọc:
Võ trắc vãng Nam cô
Văn Bình lai Bắc cụ!
Vừa đọc xong vế đối của mình, ông Tú giật nẩy mình, bèn vội vàng đứng lên vái như tế sống ông già mà rằng:
- Xin lỗi cụ! Cụ đích thị là cụ thủ khoa rồi. Tú này từ nay không dám vuốt râu cọp nữa!
Ông già đan rổ lúc bấy giờ mới cười xòa và bỏ qua mọi chuyện.

### Từ quan

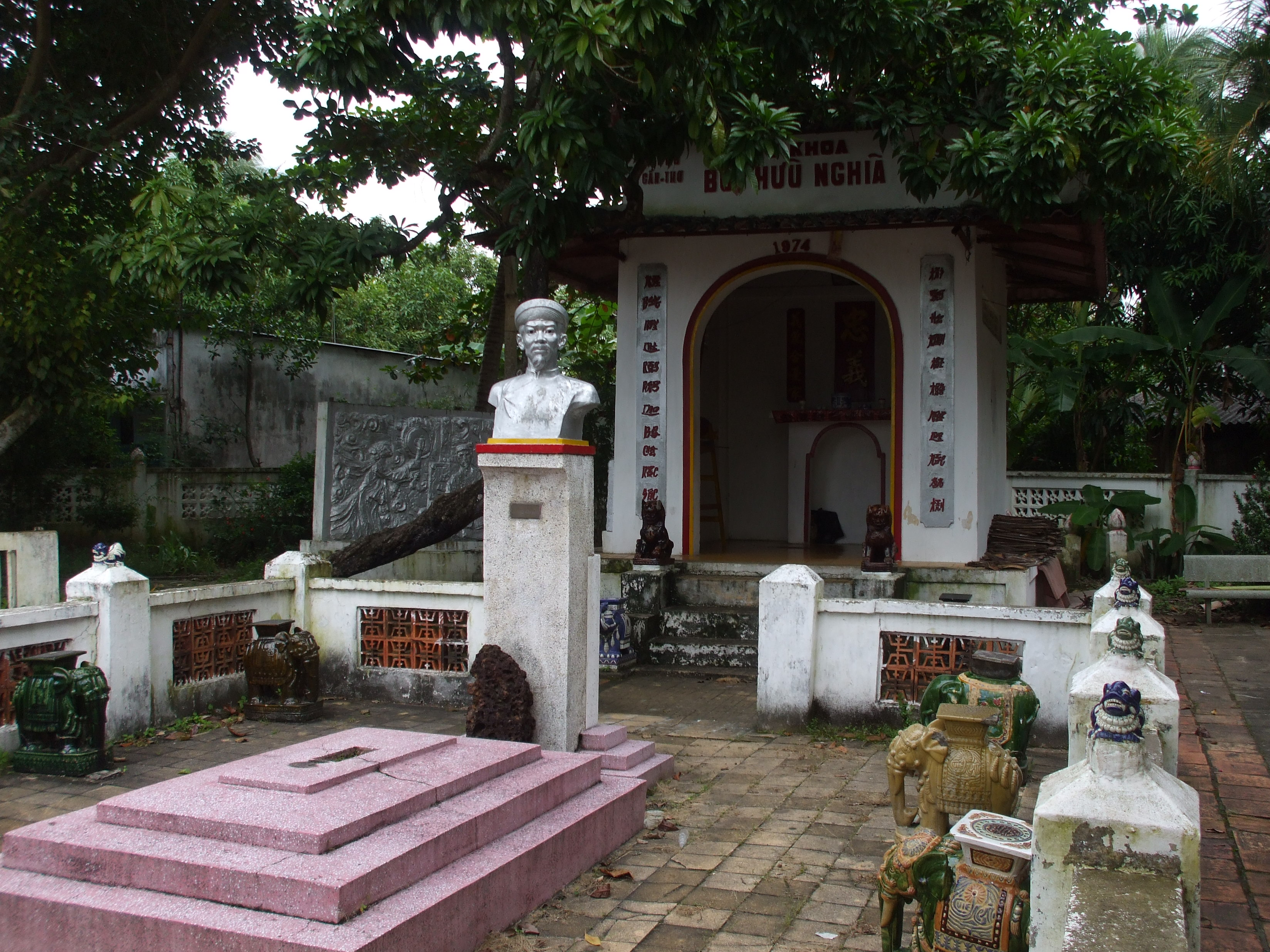
Đền thờ và mộ Bùi Hữu Nghĩa sau lần trùng tu năm 1987.

Khi thực dân Pháp đánh chiếm ba tỉnh miền Đông Nam Kỳ, năm 1862, Bùi Hữu Nghĩa xin từ quan về quê dạy học, bốc thuốc chữa bệnh cho dân và làm thơ (lúc này ông lấy hiệu là "Liễu Lâm chủ nhân"). Nhà ông là nơi các sĩ phu yêu nước gặp gỡ, bàn bạc việc chống Pháp cứu nước 
Ông lâm bệnh và mất ngày 21 tháng giêng năm Nhâm Thân (1872), thọ 65 tuổi.

## Nhận xét
Bùi Hữu Nghĩa nổi tiếng thơ hay:
Đồng Nai có bốn rồng vàng,
Lộc họa, Lễ phú, Sang đàn, Nghĩa thi.
Mặc dù từ quan, Bùi Hữu Nghĩa vẫn thầm kín tham gia phong trào Văn Thân. Cùng một chủ trương như Phan Văn Trị, ông họa thơ lên tiếng kết án đường lối thỏa hiệp với thực dân Pháp của Tôn Thọ Tường.
Nhìn chung, cảm hứng nổi bật trong thơ Bùi Hữu Nghĩa là nỗi niềm chua xót và tấm lòng vàng đá đối với đất nước, sự khao khát được trở lại một thuở thăng bình theo lý tưởng Nho giáo. Ông thường vịnh vật để tỏ thái độ khinh thị bọn người có địa vị trong xã hội đương thời, bất tài và hãnh tiến; vịnh các nhân vật lịch sử để bộc bạch tâm sự bất đắc chí, sinh không gặp thời...
Bên cạnh đó, văn thơ ông dành cho vợ cho con, cũng rất chân thật, cảm động. Đặc biệt, vở tuồng ba hồi Kim Thạch kỳ duyên (có sự góp sức của Huỳnh Mẫn Đạt), diễn tả cuộc tình duyên đầy sóng gió giữa chàng Kim Ngọc và nàng Thạch Võ Hà. Chủ ý của tác giả là ca ngợi tình yêu chung thủy, khinh ghét kẻ tham vàng bỏ ngãi, chiến thắng độc ác, vượt ra ngoài chủ đề tôn quân. Từ điển bách khoa toàn thư đánh giá: Cùng với các vở của Đào Tấn, Nguyễn Hiển Dĩnh, vở "Kim Thạch kỳ duyên" của Bùi Hữu Nghĩa đánh dấu sự chuyển biến của tuồng Việt Nam cuối thế kỷ 19 đầu thế kỷ 20.

## Hiền phụ

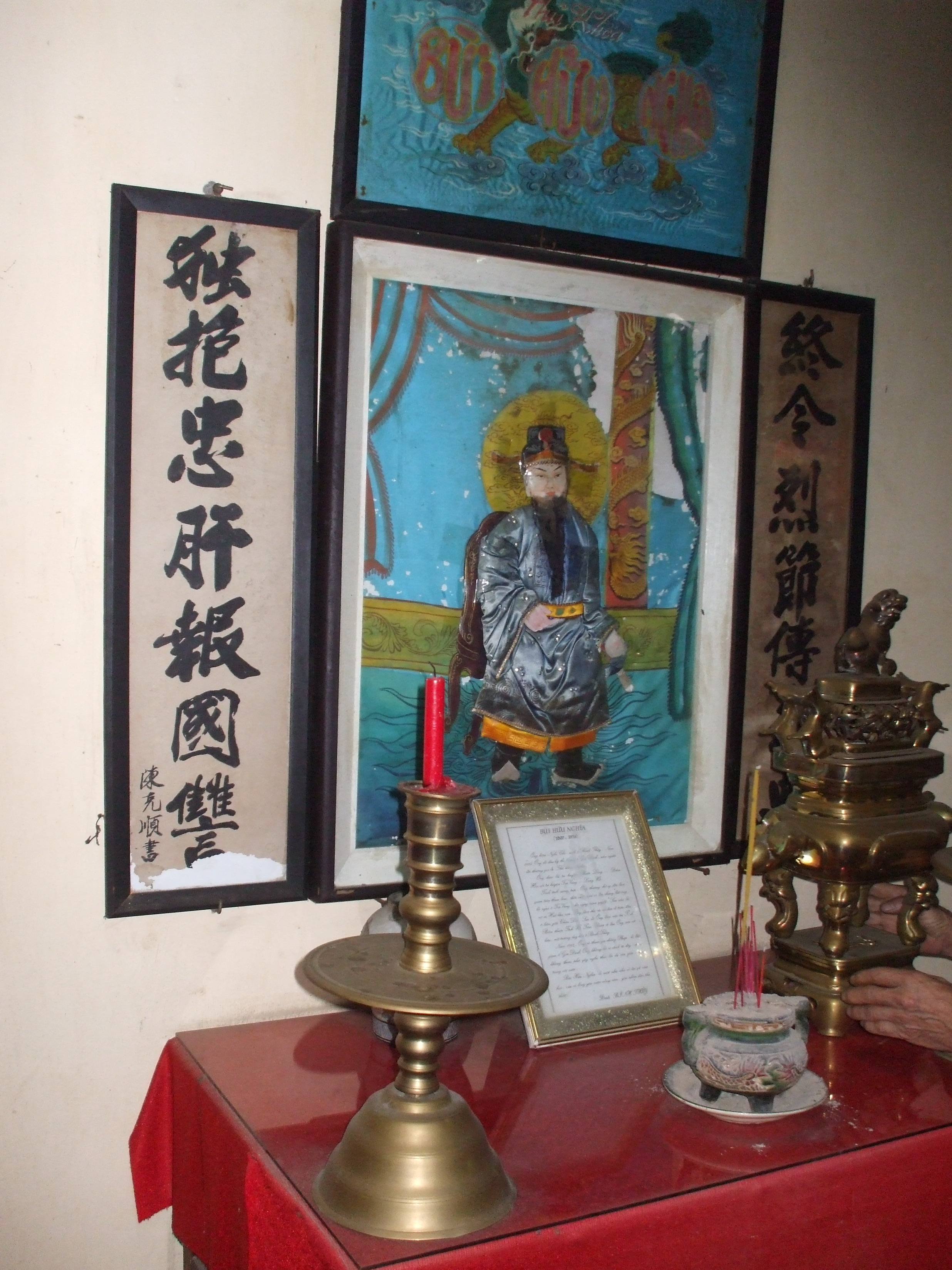
Bàn thờ Bùi Hữu Nghĩa trong đình Bình Thủy

Nguyễn Thị Tồn (? - ?) là người ở thôn Mỹ Khánh, tổng Chánh Mỹ Thượng, huyện Phước Chính, phủ Phước Long, tỉnh Biên Hòa (nay thuộc tỉnh Đồng Nai). Bà là con gái đầu lòng của Nguyễn Văn Lý (Hộ trưởng thôn Mỹ Khánh) và là vợ của Bùi Hữu Nghĩa.
Không rõ bà kết nghĩa vợ chồng với Bùi Hữu Nghĩa lúc nào, nhưng chắc phải sau năm 1836, khi ông Nghĩa ra thi ở Huế bị trượt, nhưng được triều đình cho tập sự ở bộ Lễ, rồi bổ làm Tri huyện Phước Chính, thuộc tỉnh Biên Hòa.
Sau khi ra Huế đánh trống kêu oan cho chồng, bà được Thái hậu Từ Dụ (mẹ vua Tự Đức), ban cho tấm biển chạm 4 chữ vàng Tiết phụ khả gia.
Tuy cứu được chồng, nhưng khi trở về đến quê nhà ở Biên Hòa, thì bà lâm bệnh mất và được an táng ở nơi đó.... Nghe tin vợ mất, nhưng lúc bấy giờ Bùi Hữu Nghĩa đang ở biên trấn xa xôi, nên khi đến Biên Hòa thì việc an táng đã xong, ông đành làm bài văn tế muộn, một cặp câu đối (một chữ Hán, một chữ Nôm) để tỏ lòng thương tiếc.
Giới thiệu cặp đối chữ Hán:
Ngã chi bần, khanh độc năng trợ; ngã chi oan khanh độc năng minh, triều quận công xưng khanh thị phụ
Khanh chi bệnh, ngã bất đắc dưỡng; khanh chi tử ngã bất đắc táng, thế gian ưng tiếu ngã phi phu.
Dịch:
Ta nghèo, mình hay giúp đỡ; ta tội, mình biết kêu oan, trong triều ngoài quận đều khen mình mới thật là vợ.
Mình bịnh, ta không thuốc thang; mình chết, ta không chôn cất; non sông cười ta chẳng xứng gọi là chồng.

## Tưởng nhớ

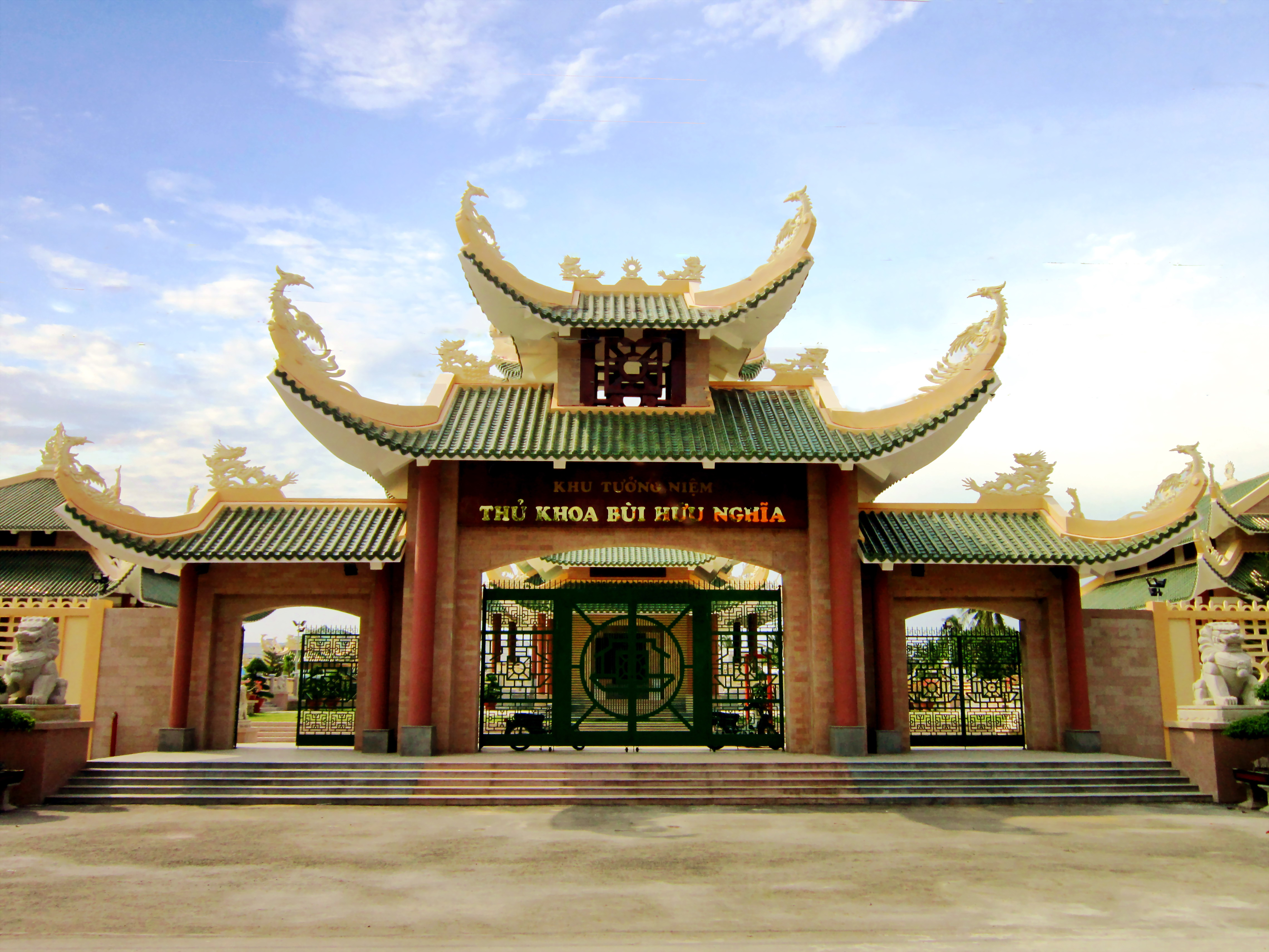
Khu tưởng niệm nhà thơ Bùi Hữu Nghĩa hiện nay

### Được tôn thờ trong đình, chùa
Ngưỡng mộ công đức của Bùi Hữu Nghĩa, nhân dân trong vùng đã lập thần chủ, bài vị tôn thờ vợ chồng ông ở đình Bình Thủy và chùa Nam Nhã. Hàng năm vào ngày 21 tháng giêng đều tổ chức lễ giỗ ông. Nhân dân ở xã Nhị Long (Càng Long, Trà Vinh) cũng đã lập đình Long Thạnh để thờ phụng Bùi Hữu Nghĩa.

### Được lập khu tưởng niệm
Trên đường Cách mạng tháng Tám (cách cầu Bình Thủy khoảng 500 m), rẽ vào đường Huỳnh Mẫn Đạt khoảng 200 m là đến Khu tưởng niệm Bùi Hữu Nghĩa (nay thuộc phường Bùi Hữu Nghĩa, quận Bình Thủy, thành phố Cần Thơ). 
Ban đầu (1872), mộ Thủ Khoa Nghĩa được xây bằng đá ong, và sau đó đã được tu sửa ba lần. Năm 1987, chính quyền tỉnh Cần Thơ đã cho trùng tu lại khu mộ (gồm một nhà thờ nhỏ và ngôi mộ), và mở rộng diện tích (530 m²). Ngày 25 tháng 1 năm 1994, Bộ Văn hóa-Thông tin (nay là Bộ Văn hóa, Thể thao và Du lịch) đã ký Quyết định số 152 QĐ/BT công nhận khu mộ là di tích "Lịch sử Văn hóa cấp quốc gia" (ngày 19 tháng 10 năm 2011 bằng di tích được cấp lại, và đổi tên là "Di tích Quốc gia").
Từ năm 2010 đến 2012, khu mộ trên lại được chính quyền cho xây dựng mới gồm mộ, nhà bia, nhà thờ, nhà khách, nhà trưng bày. Tất cả đều được xây theo lối kiến trúc cổ trên một diện tích hơn 1 ha, và đặt tên là "Khu tưởng niệm Thủ khoa Bùi Hữu Nghĩa". Công trình đã được khánh thành vào ngày 1 tháng 3 năm 2013, nhân lễ giỗ thứ 141 của ông .

### Được xướng tên bằng cáccông trình công cộng
Ngoài ra, tên Bùi Hữu Nghĩa cũng đã được nhiều tỉnh thành trong nước Việt Nam, chọn đặt tên cho trường học và đường phố.
Trước năm 1975, tại thành phố Cần Thơ tên đường Thủ Khoa Nghĩa được đặt cho một phần quốc lộ 4 cũ (nay đổi thành quốc lộ 1), đoạn từ phà (bắc) Cần Thơ cho tới Ngã tư Bến xe Cần Thơ cũ (lúc bấy giờ lại gọi là Bến xe mới) với chiều dài gần 1 cây số. Sau năm 1975, đường này đã bị đổi tên thành đường Trần Phú cho đến ngày nay. Tuy nhiên, cũng ngay sau đó chính quyền mới đã cho đặt tên đường Bùi Hữu Nghĩa cho một đoạn của đường hương lộ (nay đã đổi thành tỉnh lộ) ngay tại khu vực chợ Bình Thủy vốn là quê hương của ông. Hiện nay toàn bộ tuyến đường tỉnh lộ này với chiều dài hơn 10 cây số đều đã mang tên là đường Bùi Hữu Nghĩa.

## Ảnh
Dưới đây là một số hình ảnh trong Khu tưởng niệm Bùi Hữu Nghĩa.

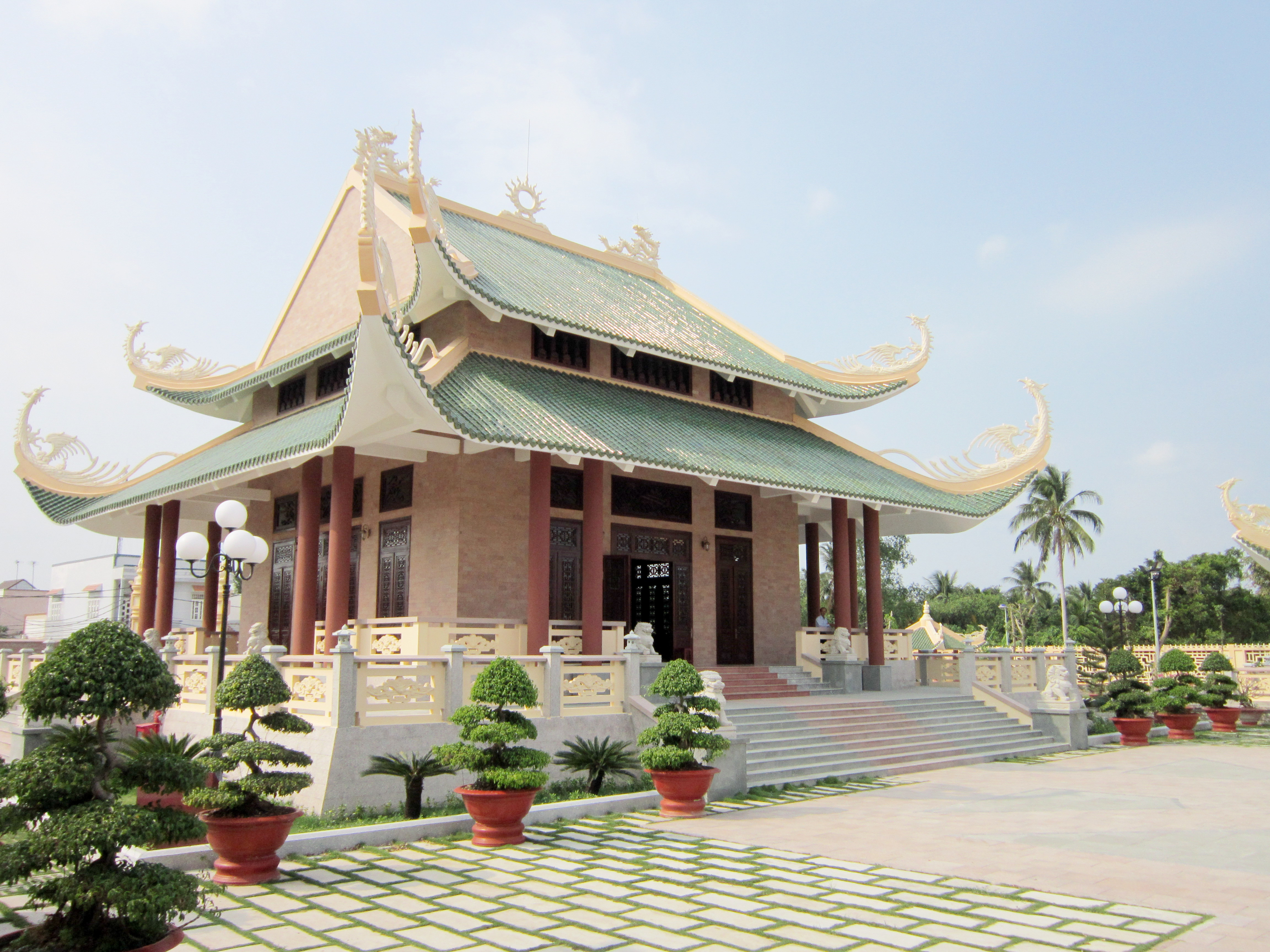
Nhà thờ Bùi Hữu Nghĩa
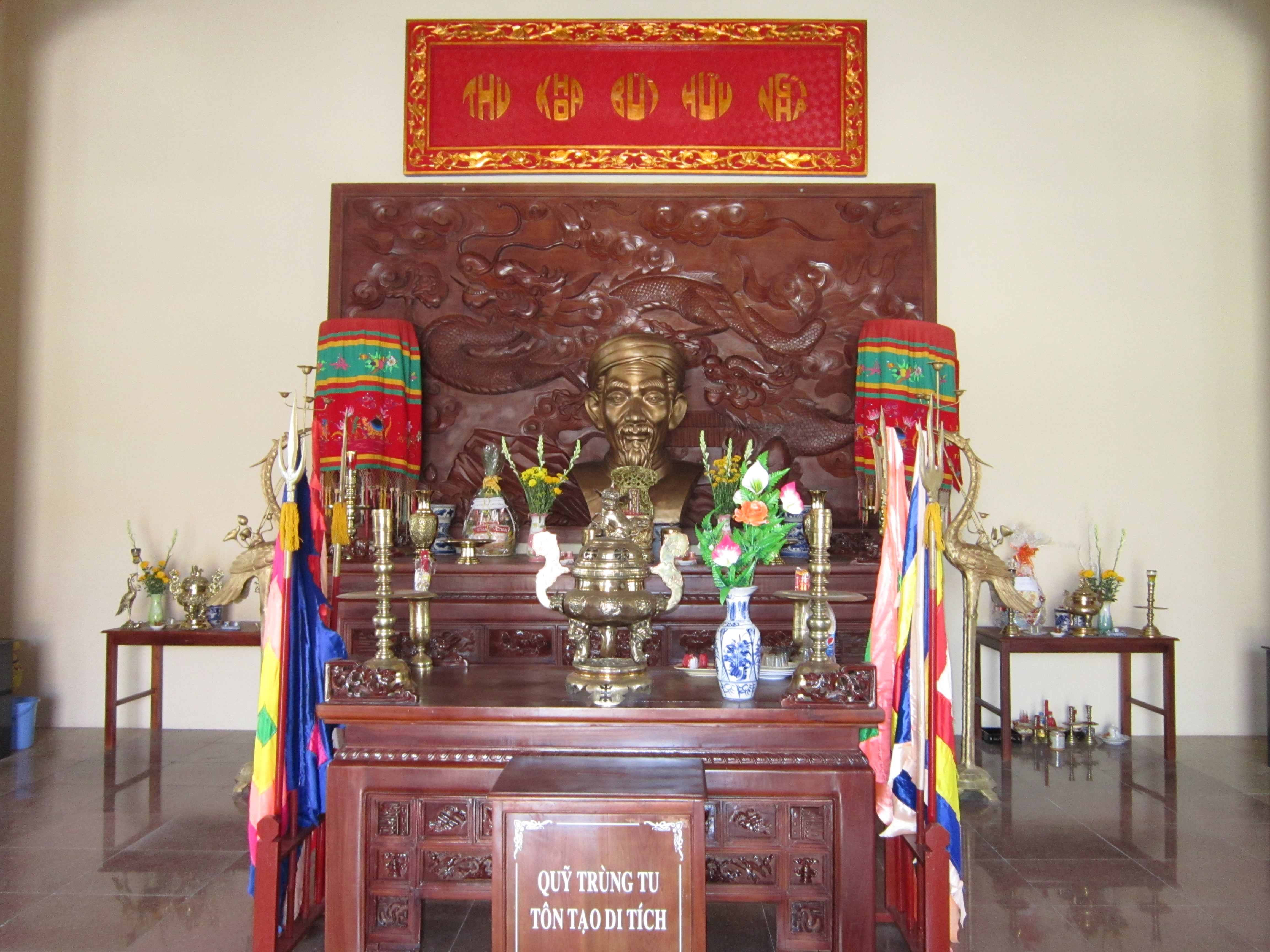
Tượng Bùi Hữu Nghĩa trong nhà thờ
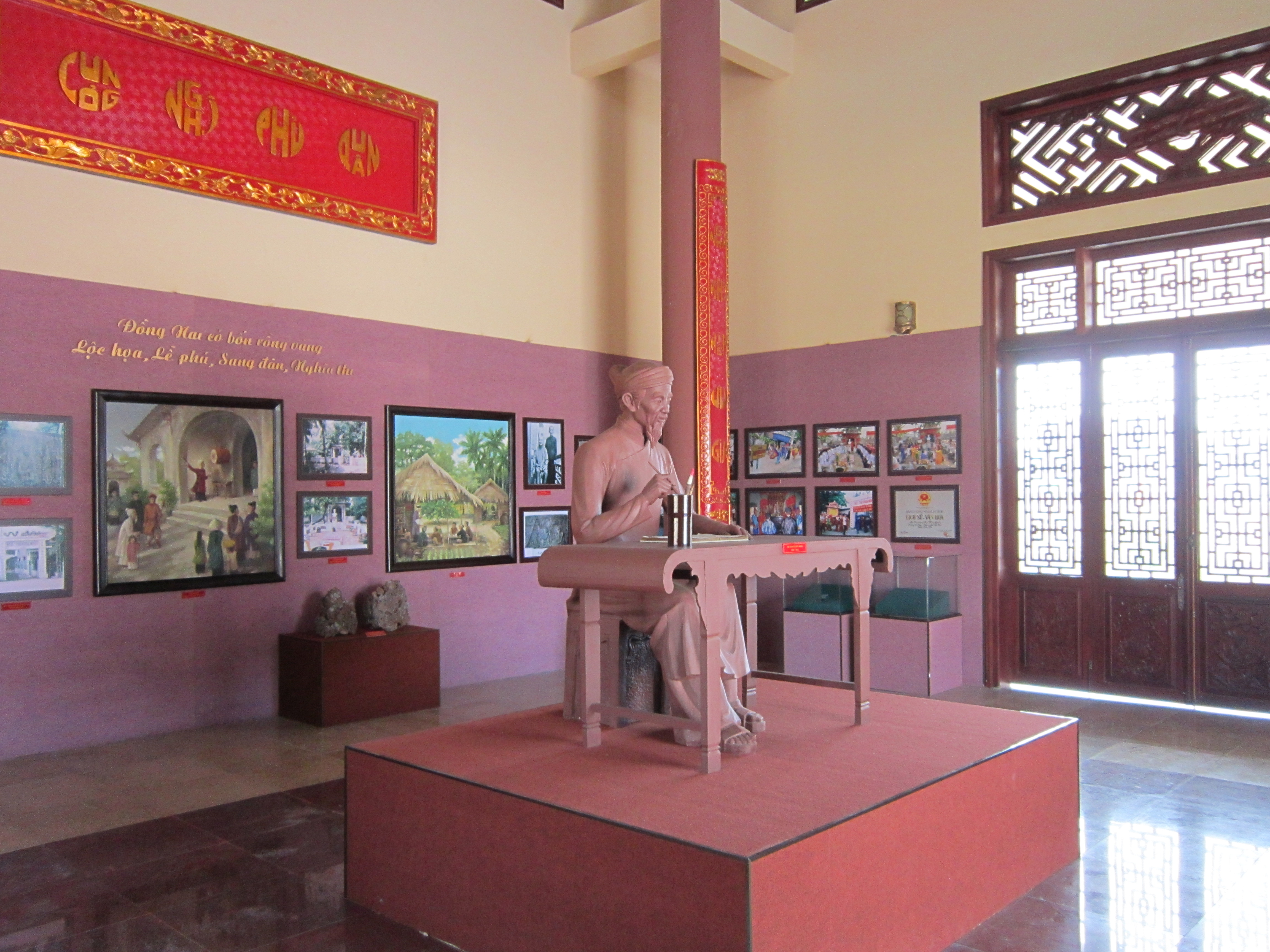
Tượng Bùi Hữu Nghĩa trong nhà trưng bày
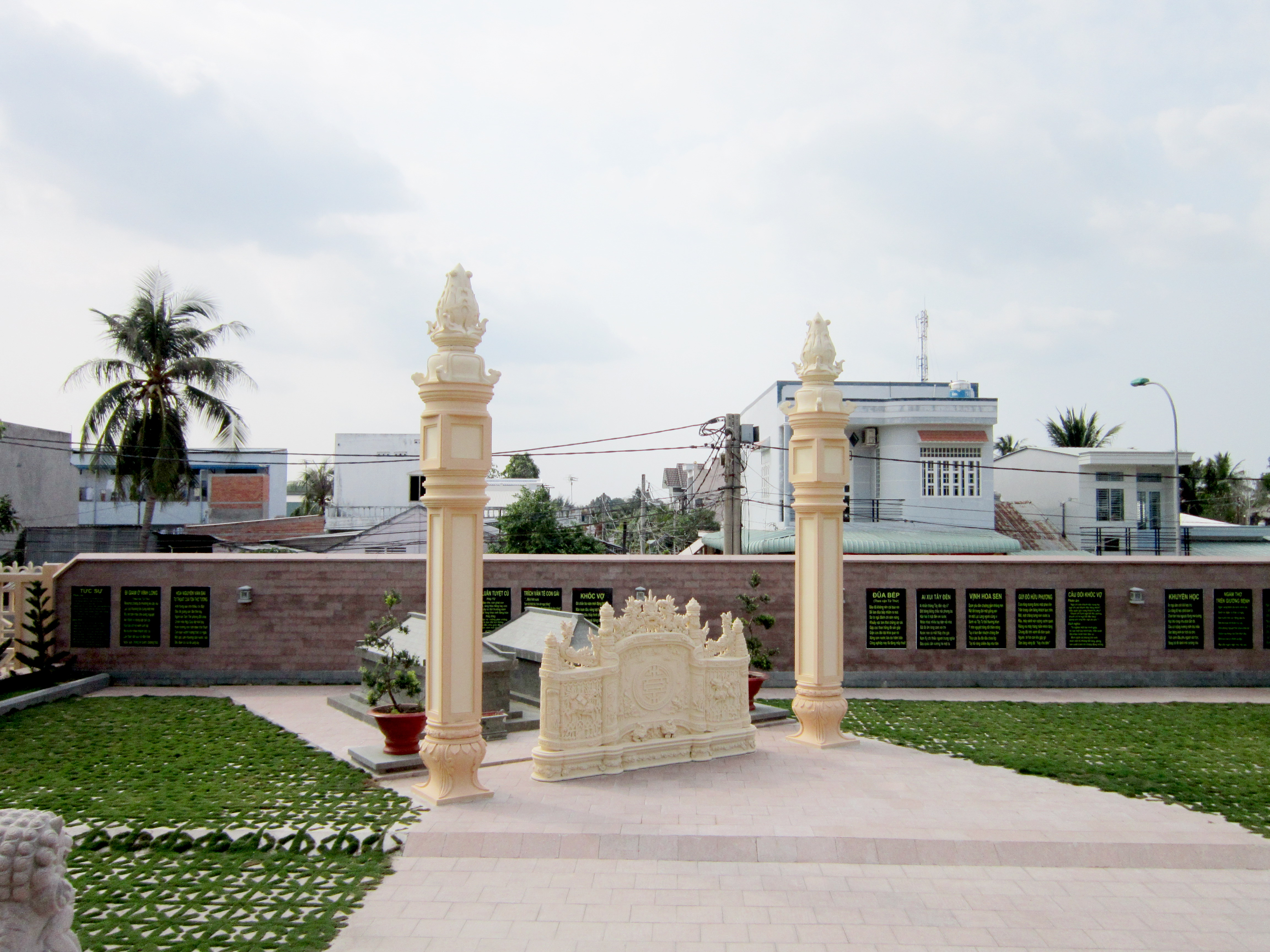
Mộ nhà thơ Bùi Hữu Nghĩa và vợ

## Sách tham khảo
- Thanh Lãng, Bảng lược đồ văn học Việt Nam, quyển hạ, Nhà xuất bản. Trình bày, Sài Gòn, không ghi năm xuất bản.
- Trịnh Vân Thanh, Thành ngữ điển tích danh nhân từ điển (tập 1). Nhà xuất bản Hồn Thiêng, Sài Gòn, 1966.
- Nhiều người soạn, Từ điển bách khoa Việt Nam (quyển 1). Trung tâm biên soạn Từ điển bách khoa Việt Nam xuất bản, Hà Nội, 1995.
- Nguyễn Q. Thắng - Nguyễn Bá Thế, Từ điển nhân vật lịch sử Việt Nam. Nhà xuất bản Khoa học xã hội, 1992.
- Lê Chí Dũng, mục từ "Bùi Hữu Nghĩa" trong Từ điển Văn học (bộ mới), Nhà xuất bản. Thế giới, 2004.